# 翔んで埼玉 (映画)
『翔んで埼玉』（とんでさいたま）は、魔夜峰央の漫画『翔んで埼玉』を原作とした日本の実写映画。
2019年2月22日に第1作『翔んで埼玉』が公開される。続編の『翔んで埼玉 〜琵琶湖より愛をこめて〜』は2023年11月23日に公開された。

## 第1作
2019年2月22日公開。二階堂ふみとGACKTのダブル主演の、コメディタッチの日本映画である。なお、壇ノ浦百美役の二階堂は初めての男役を演じる。
原作が未完であることに鑑み、原作をベースとした「伝説パート」と、後年に埼玉在住のある一家が伝説と化した悲劇を聞いたことがきっかけとなり、郷土への愛を深めるという映画オリジナル展開「現代パート」が交錯する構成となる。埼玉県への対抗組織に属する千葉県出身キャラクターも登場する。
冒頭しばらく「埼玉県民として見ていられないくらいのひどさで埼玉を痛めつけ」県民にとっては不愉快な場面が続くが、公開直前の2月7日には、埼玉県知事上田清司(当時)へ表敬訪問し“公認”も得た。2月22日の封切初日には、埼玉県の『埼玉新聞』が特別号、協賛企業が「埼玉県民が愛する“高級野菜の種”」を上映館で配布するなど、埼玉県では歓迎一色となっている。
埼玉県出身者、千葉県出身者が多数キャスティングされている。ただし、主役の二階堂ふみ・GACKTは、いずれも沖縄県出身である。物語の額縁となる現代パートだけは、全員が設定どおりの埼玉、千葉出身者で固められた。

### 第1作の制作の経緯
本作のプロデューサーの若松央樹（フジテレビ）は『電車男』（2005年）の制作時に、当時の同僚だった武内英樹と初めて協働し、また脚本家の徳永友一とも協働しており、このチームが後に本作映画版を制作することになる。若松と武内は『のだめカンタービレ』(2006年)などの人気ドラマで共に仕事をしていたが、徐々に協働の機会が減ってきたため、たまに2人で酒を飲みながら「また馬鹿なことやりたいね」「一緒に映画をやりませんか」と話していた。
その後、若松はフジテレビの映画制作部署に移動となり、武内と協働で映画を制作する機会がやってきた。若松は最初、映画原作として別の作品を提案したが、武内が「若松、これ面白いからちょっと読んでくれない？こっちやれないかな」と書店に平積みされていた本作のマンガを持ってきたのが、本作映画版が制作されることになったきっかけである。（なお、武内は1作目の公式パンフレットで自らが魔夜峰央作品のファンであることを公言している。）
若松も本作マンガ版を読んでみたところ、上述のとおり埼玉に対する激しい「ディスり」マンガの上、作者の魔夜峰央の都合によりわずか3話で未完として終わっていた。仮にドラマ化した場合、せいぜい15分程度で終わる短い内容だったため、若松は武内の提案に大変困惑した。
未完のため、映画として制作するためには新たな結末を用意する必要があった。そこで、若松は武内と何回も飲みに行って、千葉県出身の武内の「埼玉VS千葉で最終的に盛り上がる！」というアイデアを聞かされた結果、若松も「（映画として）なんとかなるかな…」と同調し、映画企画として成立させる方向に動き始めた。
しかしフジテレビ内には、コンプライアンスの視点から特定の地域である埼玉県を「ディスる」本作の映画制作に反対する声も強く、本作の企画は難航した。最終的に若松・武内のコンビなら面白い映画を作ってくれるだろうとの上司の判断により本作の制作にゴーサインが出された。
若松は『電車男』で武内と協働した際に、武内の「爆発的な演出力」「独特の世界観」を目の当たりにしており、本作において武内との協働を開始した際にも『電車男』当時のノリに近い印象で、「笑い」としての自信があった。日本のコメディ作品の数が足りないと感じていた若松は、独特の「武内ワールド」で冒険したいと考えるようになった。
本作1作目のエンディング曲にははなわのファーストアルバム「HANAWA ROCK」（2003年）の4曲目に収録されている『埼玉県』を使用することが決定したが、この歌の歌詞には、埼玉県について事実と異なる内容や卑猥な内容が一部含まれていた。そのため、コンプライアンス上の観点から弁護士を入れて『埼玉県』の歌詞の一部を修正した曲を『埼玉県のうた』として作成するとともに、ディスりをフォローするためのカップリング曲として『咲きほこれ埼玉』を収録した。『咲きほこれ埼玉』はテレビ埼玉開局40周年記念ソングに起用されるとともに、再録版の『ニュー咲きほこれ埼玉』が本作2作目のエンディングに採用された。
ただし、キワモノ的な内容の本作だけに、1作目が公開されるまでは若松・武内とも埼玉県民から暴動が起きるのではないかと、大変な不安を感じていた。そこで、観客などからのクレーム対応の想定問答集を作成し、フジテレビと東映の関係部署向けに配布した。しかし、本作の公開後にはこの懸念は全くの杞憂であったことがわかった。苦情はほとんど来ず、逆に埼玉県の様々な方面から「よくやってくれた」といった評価を多数得た。1作目は興行的にも大成功だったため、続編の制作が決定した。2作目の制作経緯については#第2作の舞台が滋賀県に決まった経緯を参照。

### 原作からの主要な変更点
原作の強烈な設定と世界観を実写で忠実に再現しつつも、原作が未完である点や時代背景などを考慮して、細かい設定変更が行われている。
- 原作に含まれなかった千葉県が埼玉県の強力なライバルとして登場し、両県民の対決に至る[13]。関東地方では、神奈川県は東京都と癒着している都会県として、埼玉の隣県である群馬県は「秘境の地」として新たに登場する[13]。一方で、同じ北関東でも栃木県と、原作で強くディスられている茨城県はいずれも間接的に登場するにすぎない。
- 原作のプロットを映像化しただけでは上映時間が15分程度にしかならないため、約2時間という上映時間を考慮して、原作を「伝説パート」、それをラジオで聞く埼玉県民の「現代パート」の2つの脚本が交錯する流れにしている[14]。この作りは2作目でも踏襲されている。
- 主人公の名前が「白鵬堂 百美」から「壇ノ浦 百美」に変更されている。（ただし、学校名は「白鵬堂学院」のまま）
- 原作では麗と百美がスポーツで直接対決するが、実写映画版では瓶の中の空気の匂いで採取地の地名を当てる「東京テイスティング」対決に変更されている。これは麗役のGACKTが正月テレビ特番『芸能人格付けチェック』で連勝記録を持つことを元ネタにしている[14]。
- 原作が連載された1980年代前半に現役政治家であった二階堂進をモデルにした「階階堂進」や、政界の黒幕と言われた田中角栄をモデルにした「田×角×」が出てこない代わりに、壇ノ浦百美の父親である「壇ノ浦建造」と、東京都と癒着している神奈川県知事という悪徳政治家が登場する。同様の理由で、現代の時代背景に合わない原作の描写は映画版では相当箇所が割愛されている。
- 原作で百美が告げ口をする相手は祖父の理事長だが、映画版では父の建造に告げ口する。
- 原作に出てくるおかしな埼玉方言は、実写映画版には出てこない。
- 麗が踏み絵をさせられるのが、埼玉県知事の写真からシラコバト（埼玉県の県鳥）の図柄入りの草加せんべいに変更されている[7]。原作で麗に踏み絵をさせるのは田麩（でんぶ）警部だが、実写映画版ではSATに変更されている。
- 原作の武装ガードマンは拳銃を使用するが、実写映画版のSATはドライヤーそっくりの筐体を持つ「埼玉銃」から特殊な電磁波を埼玉県民に浴びせて、埼玉県民の身動きを取れなくする[7]。
- 原作では茨城県民が埼玉県に出稼ぎしているが、映画版では栃木県民が千葉県に出稼ぎしている。
- 原作の名称は「サイタマラリヤ」だが、映画では「サイタマラリア」[7] になっている。また、映画では「サイタマラリア」に感染すると○のなかにひらがなの「さ」と書かれた模様が浮き出る[7]。
- 原作でサイタマラリヤの血清を持ってくるのは埼玉デュークの仲間だが、実写映画版ではサイタマラリアに感染した百美を埼玉デュークが血清のある東京に送り返す。

### あらすじ（第1作）
日なたで卵を焼くことができるほど暑い夏のある日、埼玉県熊谷市に住む菅原家の一家は、娘の愛海の結納のため、父の運転するナンバープレート「11-73」の自家用車で東京都内に向かっていた。結婚を機に、東京都に引っ越して東京都民になりたいと愛海がはしゃいでいると、カーラジオのNACK5で、都市伝説を題材にしたラジオドラマが始まった。それは「埼玉解放の伝説の人物・麻実麗」の物語だった。
19XX年、東京では埼玉への迫害が続いていた。埼玉県人は通行手形なしでは都内に入ることもできず、過度に虐げられた生活を余儀なくされている。そんな東京の中でも、代々東京都知事を生み出してきた超名門校・白鵬堂学院に、海外から麻実麗という美少年が転校してきた。
差別を受ける埼玉出身のZ組生徒をなぜか庇い立てする麗に、不快感を抱く生徒会長・壇ノ浦百美は、全校生徒の前で東京各地の空気の匂いを当てさせる「東京テイスティング」 という無理難題を吹っかけて、麗に恥をかかせようとするが、麗はそれを見事クリア。逆に百美は麗に心惹かれるようになってゆく。
しかし麗と百美のデート中に、麗の家政婦おかよがSAT（Saitama Attack Team、埼玉急襲部隊）に追われているところに出くわす。おかよは埼玉県民でありながら東京都内を歩いていたために逮捕されそうになっており、彼女を助けたものの、SATが差し出したシラコバトの絵柄が入った草加せんべいを踏み付けられなかった麗も埼玉県人であることが発覚してしまう。しかも彼は埼玉の通行手形制度の撤廃を目標とする地下組織「埼玉解放戦線」の一員だった。埼玉に対する激しい拒絶反応に苦しみながらも、愛する麗と共に逃避行を続ける百美。そしてこの騒動の陰では、埼玉より先に通行手形制度の撤廃を狙う「千葉解放戦線」が蠢いており、やがて事態は埼玉対千葉の全面戦争へと発展してゆく。
埼玉解放戦線、千葉解放戦線は流山橋付近の江戸川を挟んで対峙するが、実は百美が群馬県の赤城山で歴代の東京都知事が不正に蓄財した金塊を発見したことにより、事前に和解が成立しており、両軍は合流して東京都内に攻め込む。そして百美が不正蓄財を暴露したことにより、壇ノ浦建造は失脚する。百美と麗は埼玉デュークが計画していた、これといった特色のない埼玉の文化を、秘密裏に日本全国に広める「日本埼玉化計画」を開始する。
このドラマを聞きながら、埼玉出身の父・好海と千葉出身の母・真紀が夫婦喧嘩を始めてしまうが、埼玉と千葉の和解の顛末を聞いて感涙に咽びつつ仲直りする。それを傍から見ていて呆れる愛海だったが、婚約者の春翔も、結納会場に向かう自動車のカーラジオで同じドラマを聞いていて埼玉愛に目覚め、東京ではなく春日部市に新居を構えることを決意したと知り、愕然となる。そして、麗と百美は「世界埼玉化計画」に向けて動き出すのであった。

### 用語解説（第1作）
原作が未完になっているため、映画版では原作にない多数の設定が新規追加されている。
埼玉県
東京都の隣の県だが、誰も知らないようなど田舎。県庁所在地は浦和市。生活水準・文化水準・ファッションセンスなど、ありとあらゆる点で東京都と比べて劣っている。
東京都と埼玉県の間には関所があり、埼玉県民は通行手形がないと関所を通過できない。東京都内では埼玉県民は徹底的に差別されており、東京都で病気や怪我をしても、医師にかかることを許されず、百貨店への立ち入りを禁止されており、埼玉県民居住区での生活が義務付けられている。
実写映画版では、四方を陸に囲まれた海なし県であるため、海を持つことと埼玉県産のサザエを名物とすることが埼玉県人の悲願となっているが、このことが「海のある県」である千葉県との対立要因ともなっている。また、埼玉県人は深谷市の名物である深谷ネギを時に武器として手にする。
実写映画版第2作『琵琶湖より愛をこめて』では、東京との抗争に勝利するも埼玉県人やさいたま市民の意見が旧浦和市と旧大宮市でまとまらずに連帯性を欠いたままとなっている。埼玉県内に鉄道の路線を有するが路線も心も東京とネズミーランドしか見ていない代表者たち「路線族」も登場し、武蔵野線の建設を阻止するが、これに対処すべく麗が「埼玉に海を造る」という埼玉県人の悲願を達成すべく動き出す。そのための第一歩として海に面した関西の和歌山県を目指したことがきっかけで、関西の地域間抗争に巻き込まれることになる。
東京都
日本の最重要都市にて、日本で最も都会指数が高い大都会。そのため、東京都民がそのことを鼻にかけて埼玉県民を差別・迫害することが横行している。また、東京都内においても都会指数が低い地域やその住人については主に都会指数の高い地域の住人から見下される傾向にあり、映画第1作では東京都内ながら都会指数の低い西葛西について、A組の女子生徒からは東京ではなく千葉県内にあるものだと思い込まれていた旨の発言がある。
白鵬堂学院
百美が自治会長を務める、東京都の名門校。クラスはA組からZ組に分けられている。特に埼玉県民の学生が集められたZ組は他のクラスと比べて環境が著しく劣悪で、木の下のオンボロ小屋で戦前のような学校生活を送っている。女子生徒は学院の制服の下にスカートではなくゲートルにもんぺで靴は地下足袋のちぐはぐな服装。実写映画版になると上部の制服が肘宛て付きのセーラー服に変更され、上下揃った国民服風だがくたびれた制服を着た埼玉県民の男子生徒も登場する。麗がA組に転入して埼玉県民と判明してから一変する。
埼玉狩り
東京都民に紛れ込んだ埼玉県民を見つけ出し、埼玉県民が立ち入ってはいけない場所に入り込んだ埼玉県民を追い出すこと。埼玉県民を見つけ出す特殊訓練を受けた武装ガードマンが担う。埼玉県民は肥やしの臭いが染み付いているため、臭いで判明する。
映画1作目の追加要素として、通行手形を所持せずに東京都内に入り込んだ不法侵入者の「隠れ埼玉県人」を割り出す機能を有する特殊監視カメラが都内各所に設置されており、実際に「隠れ埼玉県人」が発見された時は、「埼玉警報」が発令される。
SAT
東京都内で「埼玉狩り」の実行役を務める武装警備員。原作では武装したガードマンと書かれているが、映画1作目で「SAT（Saitama Attack Team＝埼玉強襲部隊）」という名称が新たに与えられており、彼らの容姿や埼玉県人に接する態度は、仮面ライダーシリーズに出てくるような、典型的な「悪の組織の戦闘員」そのものである。
本作の衣装デザインを担当する柘植伊佐夫が監督の武内とともにもっとも頭を悩ませたのがSATの制服デザインで、「限られた予算のなかで、未来感とコミカルさ、切なさを込めつつ、戦隊作品っぽくならないように試行錯誤した結果」、作中のデザインに落ち着いた。
踏み絵
東京都民に紛れ込んだ埼玉県民を臭いで判別できないときにおこなわれる方法。原作では埼玉県知事の写真だが、映画第1作では踏み絵の対象が、埼玉県のシンボルであるしらこばとの焼き印が入った草加せんべいに変更されている。
サイタマラリア（マラリアのもじり）
小型春日部蚊が媒介する、埼玉県特有の伝染病。最悪の場合、死に至る病気。埼玉県民は独自の抗体を有しているため発症しないが、他県民には非常に脅威となる。感染すると埼玉の「さ」の字の形をした赤斑が皮膚の表面に現れる。

#### 関東地方
千葉県
埼玉県と同じく東京都の隣の県で、なおかつ埼玉県と同様に東京都から通行手形制度を突き付けられている。埼玉県とは異なり、東京都に迎合する方針を選んだ結果、県内にいくつもの「東京」と名のつく物を作ることを認められている。伝説パートでは東京ドイツ村、ららぽーとTOKYO-BAY、伊藤ハム東京工場、東京ベイシティ交通（現在の京成バス千葉ウエスト）が、現代パートでは東京ディズニーランドが、全て名前のみであるが登場した。
特産品はピーナッツで、なおかつ海を持っていることが千葉県人の誇りであると同時に、埼玉県を見下す要因ともなっている。千葉で捕らえられた埼玉県人たちは身体の穴という穴にピーナッツを詰め込まれたうえで、九十九里浜での地引網労働を強制されている。千葉県内の常磐線沿線にヌーの群れが出現して列車の運行をさえぎることもある。
東京都よりも都会指数が低く、東京都民から見下されているという点では埼玉県と同じで、百美が埼玉県人の肩を持つ麗に大恥をかかせようと課した試練である「東京テイスティング」に難問として東京都内でも都会指数が著しく低い西葛西を仕込むも期待に反して正解された際には、A組の女子生徒たちからそもそも西葛西は東京ではなく千葉の中にあると思っていたとの発言があった。
原作には登場しない千葉県を追加要素として取り上げた理由について、監督の武内英樹（千葉市出身）は「千葉と埼玉は永遠の好敵手。（原作は未完であり、）その先の物語を考えた時、何とか千葉を盛り込みたいと思った」と語っている。
群馬県
埼玉県の隣の県。広大な山林に多くの野生動物が生息している秘境の地であり、このため県境には国土交通省によって「この先危険」「この先の群馬県内において当局は命の保証は一切しない」と書かれた看板が立てられている。ジャングルには翼竜も生息しており、謎の巨大生物の生息も噂されるが、実は東京都と密約を結んでいる。
神奈川県
関東各県の中でも、東京都に並ぶほどの都会指数を有する県。これに加えて、神奈川県知事が東京都に追随する路線を貫いていることから、関東各県で最も東京都と蜜月関係を築いている。白鵬堂学院では、横浜市民は中央区などが属するB組。
栃木県
関東の県ではあるものの、撮影地に大谷資料館が採用されたほかは、作中ではあまり触れられない県。栃木県人の中には、千葉県に出稼ぎに行く者もいる。
茨城県
栃木県と同じく、作中ではあまり言及されない。麗と百美が乗った常磐線の列車内には、他県民から「腐った大豆」と呼ばれる藁づと納豆が大量に積まれていた。隣接する千葉県と合わせて「チバラキ」と呼ばれることがあるが、現代パートに出演する千葉県出身の菅原真紀（演：麻生久美子）が千葉と茨城を一緒にされることに激昂する場面が描かれている。

### キャスト（第1作）
カッコ内は出身都道府県。

#### 伝説パート（第1作）
関東の人々
壇ノ浦 百美（だんのうら ももみ） - 二階堂ふみ（沖縄県出身）
この映画の主人公。東京都知事・壇ノ浦建造の息子であり、東京屈指の名門校・白鵬堂学院の生徒会長を務める少女然の男子。東京都知事の息子であることを鼻にかけて埼玉県人には横暴な態度をとっているが、麗の登場によって次第に心変わりし麗に恋心を抱くようになる。さらに麗たちと結託し歴代都知事の汚職告発作戦に貢献する。
麗に惹かれた後は完全に埼玉を見直して埼玉県の肩を持つ。
麻実 麗（あさみ れい） - GACKT（沖縄県出身）
この映画のもう一人の主人公。白鵬堂学院3年A組に転入してきた容姿端麗なアメリカ帰りの青年。丸の内にある大手証券会社の御曹司で、都会的なセンスを持ち、学院内でも特別扱いをされている。表向きは港区に籍のある東京都民だが、その正体は埼玉県の大地主・西園寺家の子息で、都知事となって埼玉県の通行手形制度を撤廃することを目標としている「埼玉解放戦線」の主要メンバー。身内の埼玉県人を庇う。
阿久津 翔（あくつ しょう） - 伊勢谷友介（東京都出身）
建造の執事。実は千葉県出身であり、影では「千葉解放戦線」なるレジスタンスを率い、千葉県への言われなき差別を跳ねのけようと尽力する。また、先代リーダーのエンペラー千葉こと阿久津学（演 - JAGUAR）の息子でもある。都知事にすり寄ることで、埼玉とは違う形で千葉県の通行手形制度を撤廃するために暗躍している。映画オリジナルキャラクター。
建造の裏の顔を知ったことで、彼が千葉県の通行手形制度を端から撤廃する気が無いと悟り、最終的には警察に連行される彼に向かって「もう少しであなたに騙されるところでしたよ」と決別の言葉をぶつけた。
壇ノ浦 建造（だんのうら けんぞう） - 中尾彬（千葉県出身）
百美の父。東京都知事として権勢を振るっているが、神奈川県に拠点がある崎陽軒のマスコットキャラクター・「ひょうちゃん」が好きという一面もある。裏では闇通行手形を発行し、不正に蓄財した金銭を金塊に代え、某所に隠し持っている。最後は息子の百美の手によって歴代都知事の汚職を告発されて失脚する。（ちなみに、この作品世界では、日本国政府はほとんど存在しないが如き扱いとなっている）
埼玉解放戦線や隠れ埼玉県人を弾圧する一方で千葉解放戦線については翔に対して「東京に尽力すれば通行手形を撤廃する」との口約束で、私兵として重用しているが、その本心は通行手形制度そのものを悪用して私腹を肥やしていることから、通行手形制度の対象地域が減れば減るほど利益も減ることから先の口約束を守る気は無い。
強欲で狡猾な半面、麗や翔とは違って最前線には身を置かず、埼玉解放戦線と千葉解放戦線が和解して東京へと押し寄せているとの報が入ってからも自らは本拠地の東京都庁から一歩も出ずに、現場を警察やSATの人間に任せきりにしていた。
息子の百美の不正告発時は、自身含む歴代都知事の不正を認めて百美に土下座してマスコミに告発しないでくれと懇願するが、百美は告発してしまう。
壇ノ浦 恵子 - 武田久美子（東京都出身）
百美の母。仕事に邁進する夫とは些か倦怠気味であり、執事・阿久津翔と「不適切な関係」。
埼玉デューク - 京本政樹（大阪府出身）
伝説の埼玉県人で麗の叔父（宗十郎の弟）。埼玉県人は普通どんなに東京人を装っていても大抵ボロが出てすぐにバレるのだが、彼だけはむしろ山の手の上流階級民のオーラすら感じさせ、誰もがそれを疑わなかった。虐げられていた埼玉県人を率いクーデターを画策していたところ、SATに正体を知られたため行方不明となっていた。続編では滋賀県にも行っていて滋賀県の妻(のちに死去)と恋に落ちて結ばれ、麗と魁の兄弟が生まれ、麗だけ埼玉に移住し魁は滋賀に残留し続編につながる。
西園寺 宗十郎 - 麿赤兒（奈良県出身）
麗の父親。埼玉デュークの兄でもある。
中盤に麗には実は弟の埼玉デュークが麗の実父（自分は麗の伯父）である秘密を打ち明けている。
おかよ - 益若つばさ（埼玉県出身）
麗の家に住み込む家政婦。
下川 信男 - 加藤諒（静岡県出身）
白鵬堂学院3年Z組に所属する男子生徒。「Z組」は埼玉県出身者を隔離するためのクラスで、このクラスに所属する者は学園中から迫害されている。
埼玉県人の青年 - 間宮祥太朗（神奈川県出身）
物語冒頭、非合法な方法で東京都へ足を踏み入れた男性。序盤でSATの埼玉県人狩りに遭い、連行される。
神奈川県知事 - 竹中直人（神奈川県出身）
この時代における神奈川県知事。東京都とは蜜月の関係で、劇中では建造に還暦祝いの品として「金色のひょうちゃん」を贈っている。なお、神奈川県の中心都市である横浜市が港町であるためか、彼自身は黒を基調にし、かつ豪華な飾りに満ちた「豪華客船の船長」のごとき装いをしている。また、ギター弾きの一面を持つ。
山田 昌子 - 宮澤竹美
白鵬堂学院3年Z組に所属する女子生徒。
東郷 修 - 鈴木勝大
埼玉解放戦線員。
岩村 智史 - 福山翔大
埼玉解放戦線員。
浜野 さざえ - 小沢真珠
浜野 あわび - 中原翔子
千葉解放戦線員。いつも海女の格好をしている。アワビ型無線機で通話する。第2作では船の操舵もする。
A組女子 - 高月彩良・秋月三佳・田中明・搗宮姫奈
麗の都会感に騙された取り巻き。
猿橋 - 岡山天音
西園寺宗十郎の側近。
埼玉の支部長たち
- 大宮支部長 - 矢柴俊博
- 浦和支部長 - 勝矢（第1作）→西郷豊（第2作）
- 与野支部長 - 水野智則
- 東松山支部長 - 江戸川じゅん兵（第1作）
- 草加支部長 - 竹森千人
- 深谷支部長 - 廻飛呂男
- 川口支部長 - 沖田裕樹
- 新座支部長 - 市川刺身（そいつどいつ）
- 上尾支部長 - 佐野泰臣
- 熊谷支部長 - 西岡ゆん
- 川越支部長 - 川口直人

その他の人物
- 五頭 岳夫 - 菅登未男
- 群馬県人 - 神戸浩（愛知県出身）
- ふなっしー（千葉県出身）
- ふっかちゃん（埼玉県出身）
- チーバくん（千葉県出身）千葉県公式ゆるキャラ

#### 現代パート（第1作）
この時代はかつてのような埼玉・千葉・東京・神奈川の激烈な争いも終わり（？）、どの地域に住んでもどの会社に勤めても特に迫害はない。
菅原家
埼玉県熊谷市に住む菅原家の人々。
ラジオドラマ初期では母の真紀が千葉県出身であることを貶されて爆発し両親が壮大な夫婦喧嘩を始めてしまうが、終盤では埼玉と千葉が完全に融和してさらに絆が強くなる。
菅原 好海 - ブラザートム（埼玉県出身）
父。埼玉生まれの埼玉育ちであり、郷土の熊谷市に誇りを持つ。埼玉県には海がないが両親からの伝統で、「海を好む」という意味で好海と名付けられた。「スガワラ工務店」の経営者。
菅原 真紀 - 麻生久美子（千葉県出身）
母。千葉県出身。一応夫に合わせて埼玉愛もそれなりにあるが、「チバラキの野郎」と貶されると、千葉県と茨城県と一緒にされたくないという強い思いもあり、優しい性格が一変する。
菅原 愛海 - 島崎遥香（埼玉県出身）
娘。自分が埼玉県出身であることを疎ましく思っており、父親の埼玉愛には冷めたツッコミを返す。婚約者との結婚の結納を控えていて、これを機に東京都に住もうと考えている。

五十嵐 春翔 - 成田凌（友情出演）（埼玉県出身）
愛海の婚約者。埼玉県出身でさいたま市浦和区在住。ラジオドラマを聞いて郷土愛に目覚め、新居を埼玉県春日部市に強引に決めてしまう。
しかし愛海は『クレヨンしんちゃん』好きではないので、春日部市の利点を享受できず不満に思う。
らじっと（埼玉県出身）
NACK5のマスコットキャラクター。埼玉の伝説の物語を朗読する。終盤で中身が壇ノ浦百美であることが判明。
冒頭のナレーター - パックン

#### Special Thanks（写真出演）
- YOSHIKI（千葉県出身）
- 高見沢俊彦（埼玉県出身）
- 真木よう子（千葉県出身）
- 桐谷美玲（千葉県出身）
- 反町隆史（埼玉県出身）
- 竹野内豊（東京都出身・埼玉県育ち）
- 小倉優子（千葉県出身）
- 小島よしお（沖縄県出身・千葉県育ち）
- 市原悦子（千葉県出身）[注 7]
- 阿久津学 / エンペラー千葉 - JAGUAR（千葉県出身）
  - 阿久津翔の父親で、かつての千葉解放戦線のリーダー。東京に追随する方針から埼玉デュークと敵対し、彼との斬り合いによって彼の顔に刀傷を負わせた。その後は歴代都知事に執事として仕え、息子に跡を譲った。劇中では翔が所持する写真として登場する他、回想シーンでは若き日の彼自身も登場するが、後者は顔がはっきり映らない。

### スタッフ（第1作）
カッコ内は出身都道府県。
- 監督 - 武内英樹（千葉県出身[7]）
- 原作 - 魔夜峰央（新潟県出身[7]）「このマンガがすごい!comics 翔んで埼玉」（宝島社）
- 脚本 - 徳永友一（神奈川県出身[7]）
- 音楽 - Face 2 fAKE（Achilles Damigosギリシャ出身 実家埼玉県、Oh!Be千葉県出身[7]）
- 主題歌 - はなわ（埼玉県生まれ・佐賀県育ち[7]）「埼玉県のうた」（ビクターエンタテインメント）
- 挿入歌 - さいたまんぞう「なぜか埼玉」[18]
- 製作 - 石原隆、村松秀信、遠藤圭介
- プロデューサー - 若松央樹、古郡真也
- 撮影 - 谷川創平
- 照明 - 李家俊理
- 録音 - 加藤大和
- 編集 - 河村信二
- 美術 - 棈木陽次
- 美術プロデューサー - 三竹寛典、古川重人
- 美術進行 - 森田誠之
- 装飾 - 竹原丈二
- 人物デザイン監修 / 衣装デザイン - 柘植伊佐夫
- 衣装 - 田中まゆみ
- ヘアメイク - 塚原ひろの、千葉友子（二階堂ふみ）、タナベコウタ（GACKT）
- VFXプロデューサー - 赤羽智史
- ミュージックエディター - 小西善行
- サウンドエディター / フォーリーアーティスト - 伊東晃
- 記録 - 渡辺美恵
- 監督補 - 森脇智延
- 助監督 - 楢木野礼
- 制作担当 - 碓井祐介
- アソシエイトプロデューサー - 片山怜子、高木由佳
- ラインプロデューサー - 関口周平
- 配給 - 東映
- 制作プロダクション - FILM
- 製作 - 映画「翔んで埼玉」製作委員会（フジテレビジョン、東映、テレビ埼玉）

### 受賞歴（第1作）
第19回ニッポン・コネクション
- ニッポン・シネマ賞

第62回ブルーリボン賞
- 作品賞

第43回日本アカデミー賞
- 優秀作品賞
- 最優秀監督賞（武内英樹）
- 最優秀脚本賞（徳永友一）
- 最優秀編集賞（河村信二）
- 優秀主演男優賞（GACKT）
- 優秀主演女優賞（二階堂ふみ）
- 優秀助演男優賞（伊勢谷友介）
- 優秀撮影賞（谷川創平）
- 優秀照明賞（李家俊理）
- 優秀音楽賞（Face 2 fAKE）
- 優秀美術賞（棈木陽次）
- 優秀録音賞（加藤大和）

第38回藤本賞
- 特別賞（若松央樹）

海外
イタリアで開催の第21回ウディネ・ファーイースト映画祭で上映され、武内英樹監督が『テルマエ・ロマエ』シリーズの2作に続き3度目のマイ・ムービーズ賞（ネット投票による観客賞）を受賞した。
第23回ファンタジア国際映画祭･アジアン最優秀長編作品賞･金賞受賞を果たした。

### テレビ放映（第1作）
| 回数 | 放送局     | 放送枠         | 放送日         | 放送時間    | 放送分数 | 平均世帯 視聴率 | 備考 | 出典          |
| ---- | ---------- | -------------- | -------------- | ----------- | -------- | --------------- | --- | ------------- |
| 1    | フジテレビ | 土曜プレミアム | 2020年2月8日   | 21:00-23:20 | 140分    | 16.7%           | 『ヲタクに恋は難しい』公開記念、地上波初放送、完全ノーカット。 ゲスト - 高畑充希、山﨑賢人。解説ナレーター - バッキー木場。 関東地区は20:54に『まもなく翔んで埼玉』を別途放送。 | [ 28 ] [ 29 ] |
| 2    | フジテレビ | 土曜プレミアム | 2022年10月1日  | 21:00-23:15 | 135分    | 6.2%            | 本編放送前にGACKTがVTR出演し、続編の撮影再開を報告した。そして2023年に公開を決定した。                                                                                          |               |
| 3    | フジテレビ | 土曜プレミアム | 2023年11月18日 | 21:00-23:15 | 135分    | 7.5%            | |               |

## 第2作
2023年11月23日に『翔んで埼玉 〜琵琶湖より愛をこめて〜』（とんでさいたま びわこよりあいをこめて）のタイトルで公開。第1作に引き続き、ダブル主演を二階堂ふみとGACKT、脚本を徳永友一、監督を武内英樹、プロデューサーを若松央樹が務めている。
2021年8月11日、続編『翔んで埼玉II（仮）』の制作決定が発表された。撮影が同月下旬に始まったが、主演のGACKTが重度の発声障害により活動を無期限休止することになったのを受け、撮影全体が一時中断となった。2022年10月1日、映画第1作のフジテレビでの放送前にGACKTがVTR出演。芸能活動を再開し、本作の続編撮影も再開することを報告した。2023年6月28日、同年11月23日に劇場公開されることが発表された。
監督の武内英樹が原作者の魔夜峰央に語ったところによると、この撮影中断期間を活用して何度も大阪や京都に行ってネタを大量に追加収集し、脚本に反映させている。

### 第2作の舞台が滋賀県に決まった経緯
プロデューサーの若松央樹によると「（1作目の）興行では関東のシェアが70％ぐらいだったんですが、意外と関西のほうではそんなに当たってなかった」。また、1作目の公開後に「関東以外の地域の方から、ああいう映画をうちのところでもやってほしい」という声が多数寄せられたため、2作目の舞台を関西地方にすることが決まった。
本作の公式パンフレット に掲載されている制作者対談によると、最初の段階で「麗が埼玉県に海を作るため、和歌山県の白浜を目指す」というプロットが決まった。そこでシナハン（シナリオ・ハンティング）のため、関西地方では最初に和歌山市に行ったが、和歌山市では1作目を上映していた映画館がわずか2館程度しかなく、和歌山県では『翔んで埼玉』のことをそもそも誰も知らないということが判明した。そのため、和歌山県だけを舞台にしても話が広がらないと判断し、改めて大阪で取材を行った。
監督の武内は「関西で埼玉的なところはどこなんだということでいろいろと話を聞くと、結構奈良という意見が多かったんです。でも関東の感覚からいうと奈良ってすごいというか。平城京があるし、奈良時代もある。なかなかディスりづらいなと。」と述べており、プロデューサーの若松も「関東の人たちにとって奈良は修学旅行でも行く場所ですし、埼玉っぽいイメージがなかった」と述べている。そのため、制作側には本作の舞台を奈良県より滋賀県にするほうが良いのではないかという方向性が見えてきた。
武内は「そんな中で滋賀に行ったんですが、ここは琵琶湖以外、何もないなと思って」「かつ滋賀のフィルムコミッション（滋賀ロケーションオフィス）にアテンドしてもらったんですけど、そこの方々がものすごい熱心で。ぜひうち（滋賀県）をディスってくださいと」と言われたという。さらに、「調べてみると、滋賀ナンバーがゲジゲジと言われていることや、京都の人たちにかなりディスられているという自負が皆さんにあるようなことがわかってきて」、制作側ではこれだけ滋賀県側の情熱があるなら作品の中でもディスりやすいと判断し、本作の舞台の中心を滋賀県にすることを決定した。和歌山県も本作のプロット上重要な役割を果たすが、奈良県に関する描写はほぼ割愛されている。

### あらすじ（第2作）
さいたま市役所職員の内田智治は、妻・直子と臨月の娘・依希をさいたま市役所の軽ライトバンに乗せ、猛暑の中「埼玉県市町村対抗綱引き大会」が行われる熊谷市の熊谷あおぞら競技場へ向かっていた。その途中、カーラジオのNACK5から流れる「都市伝説・第II章」で、埼玉の新たなストーリーが語られる。
前作で埼玉県民の自由と平和を勝ち取った埼玉解放戦線の麗と百美だったが、「埼玉には横のつながりがない」という問題が新たに生じていた。百美は埼玉を横に繋ぐ武蔵野線の建設を提案するが、埼玉県内に鉄道路線を持つ路線族たちは東京やその先にあるネズミーランドにばかり目が向いており全く協力する気配がない。そこで麗は「越谷に海を作る」ことで路線族たちの心を一つにすることを考え、ビーチに必要な白い砂を手に入れるために和歌山県の白浜へ向かうことにする。阿久津が居ないことを不審に思いつつも千葉解放戦線の助力で船を用意してもらい和歌山へ出航する。
和歌山の救助依頼無線が来た直後に嵐に遭遇し船は難破、麗はメンバーと離れ離れになり和歌山の海岸へ流れ着く。そんな麗を助けたのが滋賀解放戦線のリーダーの桔梗 魁だった。白浜は大阪の植民地となっており、魁は白浜タワー（別名：アポロンタワー）に囚われている和歌山の姫君救出のために白浜に来ていたのだった。しかしふたりは大阪の戦闘員に見つかり、滋賀まで逃げ帰る。
麗は魁から大阪府知事・嘉祥寺 晃と、その親衛隊が支配する関西の現状や、京阪神地方の人間に滋賀県人・和歌山県人・奈良県人が虐げられている様子を知らされる。滋賀・和歌山・奈良の人間は、かつての埼玉と同様に京阪神地方に行く際に通行手形を要求されていた。そして、幼い頃マイアミビーチで子守唄として聞かされた「琵琶湖周航の歌」と、それを歌っていた女性の言葉「あなたは大きくなったら滋賀を救うのよ」の記憶が蘇り、弟の魁に協力し滋賀を解放することを決意する。
兵庫県西宮市の大阪甲子園球場は大阪府の管理下に置かれており、地上は野球場があるが、地下には大阪名物の粉もん工場と、京阪神地方に反逆した他地方出身者の収容所が設置されていた。
嘉祥寺を倒すため甲子園球場に乗り込んだ麗は、魁の裏切りにあって嘉祥寺に捕らえられ「粉もん依存症」にさせられてしまい、甲子園球場の地下に幽閉される。監獄内には遭難時に別れた埼玉解放戦線のメンバーたちがおり、彼らの協力で粉もん依存症を克服した麗は甲子園を脱出して滋賀へ逃げ帰り、その出自を聞かされたことで魁とも和解する。
嘉祥寺への対抗策として麗は「大阪で栽培されている粉の実を枯らすために瀬田川の水門を閉じて琵琶湖の水を止め、淀川を渇水させる」という作戦を提案する。滋賀解放戦線のメンバーからは「生まれ育った滋賀が水没する」ということで当初は反対されたが、魁の説得によって他県の解放戦線メンバーも含めて全員納得し作戦は遂行され、滋賀県は水没した。しかし魁の計らいにより近江牛や米の種は事前に水没を回避しており、種として残してあったので、後の復興の役に立つ。
水門を破壊するため嘉祥寺は親衛隊の他、京都市長、妻である神戸市長と共に滋賀へ乗り込み、激しい戦闘を繰り広げるも、滋賀解放戦線の秘密兵器「とびだしとび太」などの前に劣勢となり、ふたりの市長を切り捨てて撤退する。
しかし嘉祥寺の狙いは別にあり、大量の「粉」を搭載した通天閣ミサイルを東京へ撃ち込み、東京を丸ごと大阪にするのが真の計画であった。
嘉祥寺の不在を突いて甲子園球場に戻った麗は、地下の粉もん工場を壊滅させて大阪府の本拠地に乗り込むが、時すでに遅くミサイルは発射されてしまう。麗からの連絡を受けていた百美は路線族たちを動かし、埼玉県で密かに開発していた行田市の迎撃ミサイルを発射させ、大気圏外で衝突させることにより大阪側のミサイルを破壊することに成功する。この一連の出来事が明るみに出たために嘉祥寺や神戸・京都市長は大阪府警に逮捕され、通行手形も撤廃、滋賀・奈良・和歌山は完全に解放された。
一方、迎撃ミサイル発射の重責を共有した埼玉県の路線族たちの心は一つになり、武蔵野線が開通された。武蔵野線は埼玉県民が大好きなネズミーランドにちゃっかり直通しており、埼玉から千葉にあるネズミーランドに電車1本で直接アクセスできるようになった。さらに埼玉県民の夢である「海」も白浜の砂を使って無事完成を遂げた。
直子は両親が滋賀県出身であったこともあり、たまたま綱引き大会に居合わせた大阪出身の女性に対して、現実世界と都市伝説を混同して攻撃を始める。そしてこのストーリーを聞いた直子や他の与野の人たちが感動している最中、依希が産気づいてしまうが、大阪出身の女性は実は大変人情深い助産師であった。依希の夫も遅れて出産の場に駆けつけ、さらにこの助産師の手により、依希は無事出産を迎える。しかし、都市伝説にかぶれてしまった依希の夫は突然、自分の子供の名前を「とび太」にすると言い始めるのであった。

### 用語解説（第2作）

#### 関西地方
『琵琶湖より愛をこめて』の主要舞台となる地域。東京を頂点とする前作の関東と同様に、大阪・京都・神戸が権力の座に君臨し、滋賀や和歌山の様な都会指数の低い地域が差別の対象となる、超地域格差社会が存在する。
滋賀県
京都府の東隣に位置する県で、関西有数の水源池である琵琶湖を有しているが、その都会指数の低さから京都や大阪といった関西を仕切る有力者達からは差別の対象とされており、滋賀県や滋賀県人に対して「ゲジゲジ」という蔑称も存在する。このような状況を滋賀県人達は快く思っておらず、現状を打開しようとする有志達からなる「滋賀解放戦線」が結成されている。
なお、劇中の滋賀県は滋賀解放戦線の初代リーダーの通称が「滋賀のジャンヌダルク」であったり、現リーダーの桔梗魁の異名が「滋賀のオスカル」であるという、フランス色を帯びたものとして描かれている。また、滋賀解放戦線のメンバーである近江兄妹という形で、滋賀の旧名である近江の名も登場する。
大阪府
大阪府の中心都市であり西日本最大都市である大阪市を基点に、関西地方で絶対的な権力を持つ府。関西では事実上の頂点だが、それに飽き足らない元知事が大阪都構想を立ち上げたが失敗した、という経緯があり、その遺志を継いだ現知事が日本全土を大阪にしようと躍起になっている。国民的漫画の後輩警官を彷彿とさせる阪神カラーの親衛隊が知事の下、横暴な行為を繰り返しているが、終盤に大阪府警に逮捕されていたことから警察とは別組織の模様。政令指定都市であり大阪府第二の都市である堺市は神戸市長に「古墳しか無い」と揶揄される。同じ都会指数の高い京都・神戸とは蜜月の関係にある。
京都府
大阪以外では唯一の府であり、滋賀と大阪の中間に位置する一方で、兵庫とも接する府。中心都市である京都市は長い歴史や雅やかな文化に彩られた都会指数の高い都市であり、京都市民の一部の男性は公家然とした出で立ちなのが特徴。また同じ京都市内でも洛中（上京区・中京区・下京区）の住民は洛外の住民を差別意識を持って見下している（特に山科区は滋賀県として扱っている）。本音を読み取ることが難しい人たちが住んでいる。
兵庫県
大阪の西隣に位置する県で、中でも神戸市と芦屋市が突出して都会指数が高い。特に神戸市は横浜市とハイカラな港町として長年のライバル関係にある。
和歌山県
大阪の南隣に位置する県。滋賀と同様に都会指数が低いことから差別の対象となっており、これを打開しようと図る「和歌山解放戦線」が存在する。埼玉解放戦線メンバー達が越谷市に人工海岸を造るために白浜町の砂を貰うことを航海の目的として出航した。白と黒が混在した奇妙な動物が多数生息する。
奈良県
大阪の南東に位置する県。滋賀と同様に都会指数が低いことから差別対象になっており、同様の「奈良解放戦線」が存在する。1300年前から歴史が止まっており、奈良の大仏などの歴史的建造物とともに、野生のヘラジカが異様なほど夥しく生息している。
現実世界の奈良県に生息するのはニホンジカであり、高緯度地域に生息するヘラジカではない。
三重県
作中では、かつては近畿圏にいたが、大阪の支配から離れるために中部地方（正確には東海地方）へ逃げたとされる。そのため劇中には登場せず、滋賀解放戦線の桔梗魁のセリフで言及されるに過ぎない。

#### その他の用語（第2作）
埼玉県市町村対抗綱引き大会
埼玉県知事の主催により、埼玉県の各市町村が親睦を深めるための綱引き大会。「市町村対抗」の割にはさいたま市の合併前の市がなぜか別々のチームとなっており、どういうわけかいがみあっている旧大宮市（現 さいたま市大宮区）と旧浦和市（現 さいたま市浦和区）のチームが決勝戦で対決することになってしまった。
粉
淀川の河川敷で収穫される粉の実を精製して作られる白い粉。経口で摂取すると粉もんの依存症になる上、関西弁でしか話せなくなる、「なんでやねん」というツッコミをしたくて堪らなくなるなど、人間を大阪人化させる効果がある、まるで麻薬のような恐ろしい存在として描かれている。この「粉」を摂取した人間は、5段階に分けて「大阪人化」が進む設定になっている。
大阪甲子園球場
兵庫県西宮市にある野球場で、本作ではなぜか大阪府の管理下に置かれており、名前も「大阪甲子園球場」になっている。地上では通常の高校野球大会が行われているが、地下には「粉」の精製工場と京阪神地方に反逆した人間の強制収容施設があり、敗退した球児らが持ち帰る砂に「粉」が含まれている。地下の強制収容施設では大阪府知事や京阪神地方に刃向かった者や、都道府県魅力度ランキングの低い地域の住民が強制労働させられている他、某チョコレート工場風の不思議な工場があり、妖精のような従業員が踊りながら「粉」を生産している。
とびだしとび太
現実世界では、子供の飛び出しに対するドライバーの注意喚起を促すために路上に設置される看板であり、滋賀県が発祥の地である。本作では滋賀県東近江市の「久田工芸」が製造する木製看板のデザインが採用されている。
劇中の「とび太」は滋賀解放戦線側の秘密兵器かつ主力兵器であり、武器や盾として使われる。また、敵の京阪神連合に対する滋賀独立戦線の兵力倍増の欺瞞作戦の道具としても大活躍するが、戦闘の犠牲(破損)になったとび太も多い。
実は、制作側では「とび太」が滋賀県の名産品であることを当初全く知らず、滋賀県でのシナハン（シナリオ・ハンティング）の過程で「とび太」との出会いがあり、本作に「とび太」を出演させることを決定した。
本作では久田工芸が製造した100体と、美術部が撮影用に一回り大きく製作した50体からなる、合計150体の「とび太」が撮影に使用された。また、公式パンフレットの後半ページの縁の部分に「とび太」の絵柄が多数敷き詰められている。本作での「とび太」利用に当たり、制作側は久田工芸を直接訪問し、利用許諾を得ている。大宮アルシェの4階辺りにとび太がいる。
大阪都構想
「東京から首都を大阪に移す」構想。都構想は敗れ、代替として「全国大阪植民地化計画」を進めている。なお、現実の都構想は、首都機能を大阪に移転させるものではない。
水晶玉
大阪都構想の夢が破れた元大阪府知事の怨念が込められた玉。その者のあるべき姿を奪ったり、他地域の人を大阪人にする力を粉に付与したり、といった呪術的な妖力を持つ。
うみのこ
現実世界では主に滋賀県内の小学生を対象に琵琶湖で運行している教育船として実在するが、本作では現実世界の「うみのこ」とは全く異なる姿で登場する。
551蓬莱
関西では「豚まんが、あるとき」等のフレーズで知られる、主に豚饅（肉饅）やアイスキャンデーを製造している企業。作中では同社のロゴや包装などが多数登場する。
阪流ブーム
作中テレビでは「阪流（はんりゅう）」が日本中で空前のブームとなっているとされ、「心斎橋クラス」「大阪ラブストーリー」等といったドラマが高視聴率を出し「女子高生の間で豚まんが流行」「”知らんけど”が流行語大賞」となり、「阪流ファッションの代名詞として”ヒョウ柄服”も流行している」と紹介されている。
梅田ダンジョン
大阪北区にある大阪駅（梅田駅）を中心とする「梅田」の地下街を表す言葉。大阪人でも道に迷うことから現実でもこう呼ばれる。
滋賀作
「滋賀」と「田吾作」を合わせた言葉で、京阪神地方の人間（主に京都人）が滋賀人を「田舎者」と揶揄・罵倒するための差別用語（方言）。作中では大阪府知事の嘉祥寺が使用する。
平和堂HOPカード
滋賀県を地盤にするスーパー・平和堂のポイントカードで、全国的には珍しくポイントを現金に換金できるのが特徴。本作では大阪甲子園球場の地下収容施設からの逃走資金として、信男が麗にHOPカードを手渡す。
ネズミーランド
千葉の方にある夢の国。埼玉県民はネズミーランドが大好きであり、「埼玉県民の日」（毎年11月14日）になるとネズミーランドに出かける。本作では百美が建設を提案した武蔵野線が、開通直後からネズミーランド内部に直接乗り入れたことになっている。

### キャスト（第2作）
カッコ内は出身都道府県。

#### 伝説パート（第2作）
関東の人々
前作からの登場人物
- 麻実 麗
- 壇ノ浦 百美
- 壇ノ浦 建造（写真のみ）
- 埼玉デューク（写真のみ）
- 下川 信男
- おかよ
- 浜野 さざえ
- 浜野 あわび

前作の阿久津翔が不在のため、2人で千葉解放戦線のリーダー代理を務めている。和歌山へ向かう船の操縦を担当する。
- 埼玉の支部長たち

路線族
埼玉県内に路線を持ちながら、路線も心も東京しか見ていない代表者たち。武蔵野線開通を巡り激しく議論し合うも全員埼玉県のことを真剣に考えていないため、武蔵野線の意義に懐疑的。
JR埼京線代表 - 山中崇史（埼玉県出身）
埼京線のラインカラーを模した法被を着用している。
JR京浜東北線代表 - ゴルゴ松本（TIM、埼玉県出身）
京浜東北線のラインカラーを模した法被を着用している。
西武新宿線代表 - 杉山裕之（我が家、埼玉県出身）
40000系と6000系と20000系を模した法被を着用している。
西武池袋線代表 - 谷田部俊（我が家、埼玉県出身）
2000系を模した法被を着用している。
東武東上線代表 - デビット伊東（埼玉県出身）
8000系を模した法被を着用している。
東武伊勢崎線代表 - はなわ
10000系と70000系を模した法被を着用している。
白鵬堂学院の野球部の男 - 戸塚純貴（岩手県出身）
関西の人々
桔梗 魁（ききょう かい） - 杏（東京都出身）
滋賀解放戦線の現リーダーで女性に見えるがれっきとした男性。船が難破し白浜へ漂着した麗を助ける。麗の実弟であり、母は滋賀解放戦線の先代リーダー「滋賀のジャンヌダルク」。
近江 美湖（おうみ みこ） - 堀田真由（滋賀県出身）
滋賀解放戦線員の一員で、桔梗魁と共に滋賀の通行手形を撤廃するため、京都で舞妓として偵察を行っている。甲賀の末裔で忍者の家系のくノ一。
近江 晴樹（おうみ はるき） - くっきー!（野性爆弾、滋賀県出身）
滋賀解放戦線員の一員で、美湖の兄。
滋賀のジャンヌダルク - 高橋メアリージュン（滋賀県出身）
滋賀解放戦線の初代リーダー。麗と魁の母で故人。若いころに滋賀県を訪れたデューク埼玉と結婚し2人を出産した。
滋賀解放戦線員 - 津田篤宏（ダイアン、滋賀県出身）
和歌山の姫君の仮の姿 - トミコ・クレア（サンフランシスコ出身）
祈りによって白浜の美しい海岸を守る女神。元知事が作り出した水晶玉の呪いによって本来の姿を奪われており、大阪府に囚われの身となっている。
和歌山の姫君の真の姿 - 天童よしみ（和歌山県出身）
嘉祥寺 晃（かしょうじ あきら） - 片岡愛之助（大阪府出身）
堺市出身の大阪府知事。非常に冷酷な性格で、元知事である母の悲願である日本国全て、および世界中を大阪化させるため、手段を選ばず暗躍する。
演じる片岡愛之助と神戸市長役の藤原紀香は夫婦であり、役柄も夫婦役である。
神戸市長 - 藤原紀香（兵庫県出身）
嘉祥寺晃の妻。しかし晃とは仮面夫婦状態で、大阪、京都、兵庫同盟のために晃を利用しているだけに過ぎない。京都市長と不倫関係にある。出身地対決の旗掲示で敵方である和歌山のPR大使を藤原紀香がやっていた黒歴史を暴露され、内輪もめとなって最終的に夫の晃に追放される。
京都市長 - 川﨑麻世（京都府生まれ、大阪府育ち）
大阪府知事、神戸市長と蜜月の関係であるが、神戸市長の愛人でもある。自らの衣装に「洛中」の文字を入れ、洛中出身であることを誇示している。
京都の女将 - 山村紅葉（京都府出身）
生粋の京都人で、口で言う建前と心の中の本音が全く異なっており、専用の判別機（京都人の本音がわかる「シンポケトーク」）が無ければ本心を判別することが不可能。強硬な出身地差別主義者で、芸者として京都に潜入していた美湖を滋賀県民と瞬時に見抜き、「ゲジゲジの滋賀県民はそこらへんの害虫でも食べといたらよろしい」と暴言を吐いて虐待した。
元大阪府知事 - モモコ（ハイヒール、大阪府出身）
嘉祥寺晃の母。大阪都構想を企てるが失敗し、その怨念を水晶玉に込めて絶命する。
粉物工場で働く労働者A - ゆりやんレトリィバァ（奈良県出身）
甲子園球場の地下に存在する不思議な粉もん工場の従業員。某チョコレート工場の妖精とくいだおれ太郎が合わさったような存在で同じ姿形の個体が数えきれないほど大量におり、音楽に合わせて踊るように粉もんの生産作業をしている。
粉物工場で働く労働者B - akane（大阪府出身）
甲子園地下施設長 - 竹原芳子（大阪府出身）
甲子園地下牢獄看守 - 榎木智一（福岡県出身）
京都護衛部隊長 - 氏神一番(鹿児島県生まれ、京都府育ち)
京都人の女 - 坂下千里子（京都府出身）
京都人の男 - 本多力（京都府出身）
阪流ブーム

伝説パートの世界ではなぜか日本全国で大阪文化が不自然に大流行しており、『大阪に不時着』『心斎橋クラス』『冬の西成』『大阪ラブストーリー』などの阪流(はんりゅう)ドラマが大ヒットするとともに、阪流アイドルOTB（Osaka Takoyaki Boys）がビルボードランキングを獲得している。
- 北村一輝（大阪府出身）- 阪流ドラマのキャストとして登場。
- 山本高広 （福岡県出身）- 阪流ドラマ『大阪ラブストーリー』の主役「完治」として登場。
- 川上千尋（NMB48メンバー、大阪府出身）- 阪流ドラマ『大阪ラブストーリー』のヒロイン「リカ」として登場。

#### 現代パート（第2作）
内田家
埼玉県さいたま市（旧与野市）に住む内田家の人々。
内田 智治 - アキラ100%（埼玉県出身）
父。さいたま市の職員で、埼玉県知事に恩を売って課長の座を得ようとしている。さいたま市において浦和区(旧浦和市)と大宮区(旧大宮市)は合併しても不仲であり、第1回綱引き大会では対決を避けるために八百長作戦を実行するが失敗（猛暑で力士など参加者が熱中症で倒れるなどした）し決勝戦で浦和と大宮がぶつかってしまうが、最後の手段でペットボトルの水を利用した収斂火災を起こして綱を焼き切って引き分けに持ち込み、予備の綱も無く再戦不可能で次回第2回大会へ持ち越しに成功する。
内田 直子 - 和久井映見（神奈川県出身）
母。本人は関東育ちだが、その両親が共に滋賀県出身であることから、ラジオドラマ第2弾の舞台が関西であると知るや「奥底に眠る、関西人の血が騒ぐ」と言い出す。現実世界と都市伝説を混同し、たまたま綱引き会場に居合わせた大阪出身の女性に非難攻撃を始める。
若月 依希 - 朝日奈央（埼玉県出身）
娘。既婚であり、出産間近で息子の名前の選択に余念がない。ラジオドラマ第2弾に夢中になる母に、「（自身にとっては母方に当たる）お爺ちゃんとお婆ちゃんが滋賀出身なだけでしょ。それに滋賀なんか出てこないから」と冷静に突っ込む。

若月 健太 - 瀬戸康史（福岡県出身）
依希の夫で、在住の鶴ヶ島市から熊谷の綱引き大会に来る。伝説パートの滋賀県の「とびだしとび太」の大活躍に感動し、息子の名前を「とび太」にしようとする。
埼玉県知事 - 村田雄浩（東京都出身、埼玉県育ち）
「埼玉県市町村対抗綱引き大会」を主催。埼玉県知事として、さいたま市の旧大宮市民と旧浦和市民同士が仲違いする事態を非常に恐れている。
与野チームの関係者 - くわばたりえ（クワバタオハラ、大阪府出身）
与野チームの関係者席にたまたま座っていた完全無欠なほどステレオタイプな大阪の主婦風の女性。本職は助産師で、前作の菅原夫妻が埼玉県・千葉県で夫婦喧嘩を起こしたのと同様に、伝説パート途中では対立関係において大阪は滋賀県を迫害する側であったため、両親が滋賀県出身の直子は現実世界と都市伝説を混同して、何の罪もない大阪出身のこの女性をいきなり非難し始める。しかし、伝説パートが終わった後では義理人情で依希の出産の世話をしてくれる人情深い大阪のおばちゃん助産師であったことが判明する。
与野の妻 - 菊池麻衣子（東京都出身、埼玉県育ち）
大宮の男 - ノッチ（デンジャラス、愛媛県出身）
浦和の男 - ニクまろ（埼玉県出身）

#### Special Thanks（第2作）（写真出演）
- 菅田将暉（大阪府出身）
- 戸田恵梨香（兵庫県出身）
- 北川景子（兵庫県出身）
- せんとくん（奈良県マスコットキャラクター）
- 加護亜依（奈良県出身）
- 明石家さんま（和歌山県生まれ、奈良県育ち）
- 西川貴教（滋賀県出身）
  - 地元・滋賀県への郷土愛が大変強い人物であり、滋賀県の音楽イベントのプロデュースなども行っている。
- 藤原紀香（兵庫県出身だが両親は和歌山県出身）
  - 劇中では、和歌山県「初代 紀の川市フルーツ大使」のPR大使を過去に務めていたことが地域対決で判明し、大阪府知事の嘉祥寺から「産地偽装」と罵られる[注 41]。神戸市長役として出演しているにもかかわらず、本作の地域対決であえて「和歌山代表」として写真登場することを提案したのは、藤原本人である[35]。藤原紀香は両親が和歌山県出身で、和歌山県を流れる河川・紀の川の「紀」の字をとって「紀香」と命名された。常日頃から藤原は「和歌山は私の人生と切っても切れない、“第二の故郷”」と公言している。
- 桓武天皇（第50代天皇）
  - 奈良の平城京から京都の平安京に遷都を行った歴史上の人物。公式パンフレット[35] の制作者対談[注 8]によると、京都の代表人物を決めるのがきわめて難航したという。そこで、京都代表を天皇家の紋章である「菊花紋章」だけにする案が出たものの、これもいろいろと物議を醸す可能性が考えられた。その結果、1300年前の歴史上の人物なら誰も怒らないだろうということで、地域対決の京都代表が桓武天皇に決まった[35]。

#### エンドロール（第2作）
- ミルクボーイ
  - 滋賀県に関する漫才ネタをエンドロールで披露する。ミルクボーイの持ちネタの中に「滋賀」[41] があり、それを本作に取り入れたものである。ただし、本作のエンディングの漫才台本は埼玉県も出てくる内容に若干修正されている。ミルクボーイの内海崇は兵庫県出身、駒場孝は大阪府出身であるが2人とも大阪芸術大学卒業で、本作の原作者の魔夜峰央の大学の後輩にあたる[34]。

### その他（第2作）
- 主役のGACKTは、自ら積極的に公表していないものの、中高生時代を滋賀で過ごしている[42]。監督の武内によると「GACKTが中高生の頃に滋賀に住んでいたことを最大限使うべき」という意見に基づき[35]、「埼玉解放戦線の麗が実は埼玉と滋賀のハイブリッドだった」「麗が幼少期を滋賀で過ごした」という映画オリジナルの新規追加設定が生まれた[35]。
- さいたま市の大宮駅西口にある商業ビル「アルシェ」社長の中島祥雄からは「浦和と大宮は、勝敗を絶対につけたらダメですよ。負けた方の客を失いますからね」とのアドバイスを制作側が受けた[35]。その結果、本作の綱引き大会ではさいたま市役所職員の内田が細工をして、大宮と浦和を引き分けに持ち込むという脚本が作られた[35]。なお、中島は本作にカメオ出演している。
- 本作のパンフレット巻末には架空の関西の広告（大阪・コナモン工場の求人、山村紅葉演じる京女将のお店、京都人の本音がわかる「シンポケトーク」）と、実際の埼玉県企業の広告（FM放送局のNACK5、スーパーマーケットのベルク、行田タワー）をあえて混在させてある[35]。
- 冒頭に登場する原作者・魔夜峰央の周りでダンスを踊っているのは、前作と同様に所沢に本拠を置く世界的に著名な「NBAバレエ団」と魔夜峰央の家族（妻と息子・娘）である[35]。
- 本作で 通天閣をミサイルとしてパロディ描写しているのは、通天閣内のエレベーターに流れていた「通天閣発射映像」が元ネタである[35]。当初、通天閣ミサイルを迎撃するのに川口市のタワーマンションを用いることを想定していたが、監督の武内がネット検索で「行田タワー」を発見し、迎撃ミサイルとしての採用が決まった。通天閣と行田タワーをミサイルとしてパロディ描写するに当たり、通天閣の社長と行田市の市長・副市長から許諾を得ている[35]。
- 埼玉県で唯一のタワーである「行田タワー[注 42]」は現在、海のない埼玉県で田んぼアート観賞用として使われている。
- 綱引き対決のシーンには大宮アルディージャと浦和レッズのOBが出演している[35]。
- 本作の大阪粉もん工場で「551蓬莱」と「たこ家道頓堀くくる」が実名協力してくれたのは片岡愛之助の貢献によるものであると、監督の武内は語っている[11]。

### スタッフ（第2作）
- 監督 - 武内英樹[43]
- 原作 - 魔夜峰央[43]
- 脚本 - 徳永友一[43]
- 音楽 - Face 2 fAKE[43]
- 主題歌 - はなわ「ニュー咲きほこれ埼玉」（ビクターエンタテインメント）[43]
- 製作 - 大多亮、吉村文雄、川原泰博
- プロデューサー - 若松央樹、古郡真也
- 撮影 - 谷川創平
- 照明 - 李家俊理
- 録音 - 金杉貴史
- 編集 - 河村信二
- 美術 - 棈木陽次
- 美術プロデューサー - 三竹寛典
- 美術進行 - 森田誠之
- 装飾 - 竹原丈二
- 人物デザイン監修 / 衣装デザイン - 柘植伊佐夫
- 衣装 - 大友洸介
- ヘアメイク - 塚原ひろの、千葉友子（二階堂ふみ）、タナベコウタ（GACKT）
- VFXスーパーバイザー - 長崎悠
- VFXプロデューサー - 赤羽智史
- ミュージックエディター - 小西善行
- サウンドエディター / フォーリーアーティスト - 伊東晃
- 記録 - 赤星元子、松村陽子
- 監督補 - 楢木野礼
- スケジュール - 尾崎隼樹
- 制作担当 - 武田旭弘、辻智
- アソシエイトプロデューサー - 加藤達也
- ラインプロデューサー - 齋藤健志
- 配給 - 東映
- 制作プロダクション - FILM
- 製作 - 映画「翔んで埼玉」製作委員会（フジテレビジョン、東映、テレビ埼玉）

### テレビ放映（第2作）
| 回数 | 放送局     | 放送枠         | 放送日       | 放送時間      | 放送分数 | 平均世帯 視聴率 | 備考                        |
| ---- | ---------- | -------------- | ------------ | ------------- | -------- | --------------- | --------------------------- |
| 1    | フジテレビ | 土曜プレミアム | 2025年2月8日 | 21:00 - 23:30 | 150分    | 6.8%            | 地上波初放送 本編ノーカット |